# Сазонов, Павел Иванович
Павел Иванович Сазонов (1900, Березовка, Тобольский уезд, Тобольская губерния — 1987) — хирург Тюменского госпиталя, заслуженный врач РСФСР, преподаватель Кутаисского медицинского училища.
Основатель медицинской династии Сазоновых — Полуэктовых.
Из беднейших крестьян. Восьмой, самый младший ребёнок в семье.

## Биография
Павел Иванович Сазонов родился в 1900 году в деревне Березовка Уватской волости Тобольского уезда Тобольской губернии.
В 1919 году окончил учительскую семинарию в Тобольске.
Юношей добрался на перекладных из Тобольской губернии в Пермь и поступил на педагогический факультет, поскольку о других просто не знал.
Там он познакомился с одним студентом-медиком и так увлекается рассказами об анатомии и физиологии, что решает перейти на медицинский факультет.
После окончания университета в 1929 году по распределению был направлен в Уральскую область.
С 1930 года стал работать в Тюмени сначала терапевтом, затем ординатором хирургического отделения городской больницы.
В годы Великой Отечественной войны Павел Иванович был ведущим хирургом эвакогоспиталя № 1498.
Выполнял сложнейшие уникальные операции.
Более пяти тысяч хирургических вмешательств было проведено под его руководством, две тысячи сделал он сам.
Сазонов проявлял хирургическую инициативу. Оперируя раненых, он применял собственные модификации костнопластических операций Пирогова и Крукенберга, успешно оперировал артериальные аневризмы, удалял инородные тела из полости черепа и грудной клетки.
В 1942—1943 годах преподавал в Кутаисском медицинском училище.
После войны Сазонов работал заведующим хирургическим отделением областной больницы.
С 1950 по 1965 гг. — главный хирург области.
В 1951 году первым в Сибири сделал операцию на сердце.
В 1954 году им было организовано хирургическое общество.
За свою жизнь написал более 10 научных работ и статей.

## Награды и звания
- заслуженный врач РСФСР.
- орден Ленина.
- орден «Знак Почета».
- медаль «За победу над Германией».
- Нагрудный знак «Отличник здравоохранения» (За работу в госпитале во время Великой Отечественной войны).